# Марен Хайле-Селассіє
Марен Хайле-Селассіє (нім. Maren Haile-Selassie, нар. 13 березня 1999, Цюрих) — швейцарський футболіст, півзахисник американського клубу «Чикаго Файр».
Виступав за юнацьку збірну Швейцарії.

## Клубна кар'єра
Народився 13 березня 1999 року в Цюриху. Вихованець футбольної школи клубу «Цюрих». Дорослу футбольну кар'єру розпочав 2017 року в основній команді того ж клубу, в якій протягом двох сезонів взяв участь у 7 матчах чемпіонату. 
Згодом з 2019 по 2021 рік на правах оренди грав за «Рапперсвіль-Йона», «Ксамакс» та «Віль».
2021 року повернувся до «Ксамакса» на умовах повноцінного контракту, звідки за рік перейшов до «Лугано».
2023 року став гравцем американського «Чикаго Файр».

## Виступи за збірні
2016 року дебютував у складі юнацької збірної Швейцарії (U-18), загалом на юнацькому рівні взяв участь у 8 іграх.

## Титули і досягнення
- Володар Кубка Швейцарії (2):

«Цюрих»: 2017-2018
«Лугано»: 2021-2022